# En gång ska han gråta
En gång ska han gråta, sång och singelskiva med folkrockgruppen Garmarna släppt 1997.
- Musik: Mats Wester, text: Py Bäckman

1. En gång ska han gråta (2:57)
2. En gång ska han gråta (Instrumental) (2:57)